# Alan Bates
Sir Alan Arthur Bates (n. 17 februarie 1934, Derby, Anglia, Regatul Unit – d. 27 decembrie 2003, Greater London, Anglia, Regatul Unit) CBE a fost un actor englez. Bates a  devenit foarte cunoscut în cinematografia britanică în anii 1960 când a jucat în filme ca en  Whistle Down the Wind sau en  A Kind of Loving. 
Este cunoscut și pentru interpretarea sa, alături de Anthony Quinn, în Zorba Grecul, precum și pentru rolurile sale din en  King of Hearts, en  Georgy Girl, en  Far From the Madding Crowd și en  The Fixer, pentru care a fost nominalizat la premiul Oscar pentru cel mai bun actor. În 1969 a jucat în filmul lui Ken Russell en  Femei îndrăgostite alături de Oliver Reed și Glenda Jackson.

## Filmografie
| An   | Titlu                         | Rol                                      | Note |
| ---- | ----------------------------- | ---------------------------------------- | --- |
| 1956 | ITV Play of the Week          | Cliff Lewis                              | episodul: Look Back in Anger |
| 1959 | ITV Television Playhouse      | Rikki Barofski                           | episodul: The Jukebox |
| 1959 | ITV Play of the Week          | Eddie Burke Charles Tritton              | episodul: The Square Ring episodul: The Wind and the Rain |
| 1959 | Armchair Theatre              | Lewis Black                              | episodul: The Thug |
| 1960 | The Entertainer               | Frank Rice                               | |
| 1960 | ITV Television Playhouse      | Ralph Freeman                            | episodul: Incident |
| 1960 | ITV Play of the Week          | Peter Garside                            | episodul: The Upstart |
| 1960 | The Four Just Men             | Giorgio                                  | episodul: Treviso Dan |
| 1961 | Whistle Down the Wind         | The Man                                  | |
| 1962 | A Kind of Loving              | Victor Arthur 'Vic' Brown                | Nominalizare—BAFTA Award for Best Actor in a Leading Role |
| 1963 | The Caretaker                 | Mick                                     | (cunoscut și ca The Guest) |
| 1963 | The Running Man               | Stephen Maddux                           | |
| 1964 | Zorba Grecul                  | Basil                                    | |
| 1964 | Nothing But the Best          | Jimmy Brewster                           | |
| 1966 | Georgy Girl                   | Jos Jones                                | Nominalizare—Golden Globe Award for Best Actor - Motion Picture Musical or Comedy Nominalizare—Golden Globe Award for Most Promising Newcomer - Male |
| 1966 | King of Hearts                | Charles Plumpick                         | |
| 1966 | The Wednesday Play            | Grigor Pecharin                          | episodul: A Hero of Our Time |
| 1967 | Departe de lumea dezlănțuită  | Gabriel Oak                              | Nominalizare—Golden Globe Award for Best Actor - Motion Picture Drama |
| 1968 | The Fixer                     | Yakov Bok                                | Nominalizare—Academy Award for Best Actor Nominalizare—Golden Globe Award for Best Actor - Motion Picture Drama |
| 1969 | Women in Love                 | Rupert Burkin                            | Nominalizare—BAFTA Award for Best Actor in a Leading Role |
| 1970 | Three Sisters                 | Col. Vershinin                           | |
| 1971 | Mesagerul                     | Ted Burgess                              | |
| 1972 | A Day in the Death of Joe Egg | Bri                                      | |
| 1973 | Story of a Love Story         | Harry                                    | |
| 1974 | Butley                        | Ben Butley                               | |
| 1974 | The Story of Jacob and Joseph | Narrator                                 | (voice only) |
| 1975 | In Celebration                | Andrew Shaw                              | |
| 1975 | Royal Flash                   | Rudi Von Sternberg                       | |
| 1975 | Play for Today                | Charles Peter                            | episodul: Two Sundays episodul: Plaintiffs and Defendants Nominalizare—BAFTA TV Award for Best Actor |
| 1976 | Great Performances            | James                                    | episodul: The Collection |
| 1977 | Piccadilly Circus             | Gray                                     | episodul: Plaintiffs and Defendants |
| 1978 | An Unmarried Woman            | Saul                                     | |
| 1978 | The Shout                     | Crossley                                 | |
| 1978 | The Mayor of Casterbridge     | Michael Henchard                         | (miniserial TV) 7 episoade |
| 1979 | The Rose                      | Rudge Campbell                           | |
| 1980 | Nijinsky                      | Sergei Diaghilev                         | |
| 1981 | Rece do góry                  | Wikto                                    | |
| 1981 | Quartet                       | H.J. Heidler                             | |
| 1981 | The Trespasser                | Siegmund                                 | (film TV) |
| 1981 | Very Like a Whale             | Sir Jock Mellor                          | (film TV) |
| 1982 | The Return of the Soldier     | Chris Baldry                             | |
| 1982 | Britannia Hospital            | Macready                                 | |
| 1983 | The Wicked Lady               | Jerry Jackson                            | |
| 1983 | Separate Tables               | John Malcolm Maj. Pollock                | (film TV) CableACE Award for Best Actor in a Theatrical or Non-Musical Program |
| 1983 | An Englishman Abroad          | Guy Burgess                              | (film TV) BAFTA TV Award for Best Actor Broadcasting Press Guild Award for Best Actor CableACE Award for Best Actor in a Theatrical or Dramatic Special Royal Television Society Award for Best Performance |
| 1984 | A Voyage Round My Father      | John Mortimer                            | (film TV) |
| 1985 | Dr. Fischer of Geneva         | Alfred Jones                             | (film TV) |
| 1986 | Duet for One                  | David Cornwallis                         | |
| 1987 | A Prayer for the Dying        | Jack Meehan                              | |
| 1987 | Pack of Lies                  | Stewart                                  | (film TV) |
| 1988 | We Think the World of You     | Frank Meadows                            | |
| 1988 | The Ray Bradbury Theater      | John Fabian                              | episodul: And So Died Riabouchinska |
| 1989 | Force majeure                 | Malcolm Forrest                          | |
| 1989 | The Dog It Was That Died      | Blair                                    | (film TV) |
| 1990 | Mister Frost                  | Felix Detweiler                          | |
| 1990 | Hamlet                        | Claudius                                 | Nominalizare—BAFTA Award for Best Actor in a Supporting Role |
| 1990 | Dr. M                         | Dr. Marsfeldt Guru                       | |
| 1990 | Screen Two                    | Marcel Proust                            | episodul: 102 Boulevard Haussmann |
| 1991 | Shuttlecock                   | Major James Prentis VC                   | |
| 1991 | Secret Friends                | John                                     | |
| 1992 | Screen One                    | Henry Sitchell                           | episodul: Losing Track |
| 1992 | Unnatural Pursuits            | Hamish Partt                             | episodul: I Don't Do Cuddles episodul: I'm the Author Nominalizare—BAFTA TV Award for Best Actor |
| 1993 | Silent Tongue                 | Eamon McCree                             | |
| 1994 | Hard Times                    | Josiah Bounderby                         | (serial TV) 4 episoade |
| 1995 | The Grotesque                 | Sir Hugo Coal                            | (cunoscut și ca Gentlemen Don't Eat Poets) |
| 1995 | Oliver's Travels              | Oliver                                   | (miniserial TV) 5 episoade |
| 1998 | Nicholas' Gift                | Reg Green                                | (film TV) |
| 1999 | The Cherry Orchard            | Gayev                                    | |
| 2000 | The Prince and the Pauper     | Regele Henric al VIII-lea al Angliei     | (film TV) |
| 2000 | O mie și una de nopți         | Storyteller                              | (film TV) |
| 2000 | St. Patrick: The Irish Legend | Calpornius                               | (film TV) |
| 2000 | La început a fost cuvântul    | Ietro                                    | (film TV) |
| 2001 | Gosford Park                  | Jennings                                 | Broadcast Film Critics Association Award for Best Cast Florida Film Critics Circle Award for Best Cast Online Film Critics Society Award for Best Cast Satellite Award for Best Cast - Motion Picture Screen Actors Guild Award for Outstanding Performance by a Cast in a Motion Picture Nominalizare—Phoenix Film Critics Society Award for Best Cast |
| 2001 | În căutarea dragostei         | Uncle Matthew                            | (miniserial TV) Nominalizare—BAFTA TV Award for Best Actor |
| 2002 | Pericol absolut               | Dressler                                 | |
| 2002 | Profețiile Omului-Molie       | Alexander Leek                           | |
| 2002 | Evelyn                        | Tom Connolly                             | |
| 2002 | Bertie și Elizabeth           | Regele George al V-lea al Regatului Unit | (film TV) |
| 2002 | Vrăjitoarele din Salem        | Sir Williams Phips                       | (film TV) |
| 2003 | Hollywood North               | Michael Baytes                           | |
| 2003 | Meanwhile                     | Father Peter                             | |
| 2003 | Declarația                    | Armand Bertier                           | |
| 2004 | Spartacus                     | Antonius Agrippa                         | (film TV) |